# Moon (киберспортсмен)
Чан Джэ Хо (кор. 장재호?, 張宰昊?, род. 14.12.1986), также известный под ником «Moon» — профессиональный корейский киберспортсмен, игрок в Warcraft III (ночной эльф).
Один из наиболее выдающихся и культовых игроков в Warcraft III. Отличался нестандартными стратегиями и способностью побеждать в самых тяжёлых ситуациях. Несмотря на потрясающий уровень микро контроля, главным преимуществом корейца была его макро игра, на поздних стадиях матча, когда большое значение имеет контроль карты, победить Moon’а было крайне сложно. За свой игровой стиль и феноменальную игру в мировом киберспортивном сообществе получил прозвище «Пятая раса» («5th Race»), в странах СНГ же его зачастую называли «Инопланетянин».

## Достижения
2005 год
- WEG 2005 Season I (Южная Корея, Сеул) — 20 000 $
- WEG 2005 Season II (Южная Корея, Сеул) — 20 000 $
- China Korea Cyber Games 2005 (Китай, Циндао) — 9870 $

2006 год
- IEST 2006 (Китай, Пекин) — 20 000 $
- Digital Life 2006 Pro-Am Video Game (США, Нью-Йорк) — 5000 $

2007 год
- WWW 2007 Season I (Южная Корея, Сеул) — 10 000 $
- WWW 2007 Season II (Южная Корея, Сеул) — 10 000 $
- GameX 2007 (Россия, Москва) — 38 000 $
- WSVG China Stop (Китай, Ухань) — 5000 $
- WWW 2007 Season III (Южная Корея, Сеул) — 10 000 $
- BlizzCon 2007 Asian qualifier (Южная Корея, Сеул) — 1000 $
- Dreamhack Summer 2007 (Швеция, Йёнчёпинг) — 2850 $
- WWW 2007 Summer Grand Prix (Южная Корея, Сеул) — 20 000 $
- e-Stars 2007 (Южная Корея, Сеул) — 10 000 $
- Digital Life 2007 Am (Китай, Чэнду) — 10 600 $
- Digital Life 2007 Pro (США, Нью-Йорк) — 5000 $
- World Cyber Games 2007 (США, Сиэтл) — 5000 $
- Afreeca Warcraft III League Season 1 — 3000 $
- IEST 2007 (Китай, Пекин) — 21 290 $
- Make Games Colorful 2007 — 5000 $
- IEF Masters (Китай, Ухань) — 1000 $

2008 год
- CEG Shaoxing Tour (Китай, Шаосин) — 2900 $
- PGL Season II (Китай, Пекин) — 7500 $
- Blizzard Worldwide Invitational 2008 (Франция, Париж) — 11 000 $
- ESWC Masters Paris (Франция, Париж) — 2500 $
- NiceGameTV League Season 1 — 2000 $
- ESWC Masters Athens (Греция, Афины) — 4500 $
- World Cyber Games 2008 (Германия, Кёльн) — 7000 $
- IeSF Invitational 2008 (Южная Корея, Сеул) — 5000 $
- IEF 2008 (Китай, Ухань) — 11 616 $

2009 год
- EOG 2009 South Korea Preliminary — 300 $
- WCG 2009 Korea Finals
- EM 4 Global Challenge Chengdu (Китай, Чэнду) — 2500 $
- World e-Sports Masters 2009 (Китай, Ханчжоу) — 6000 $

2010 год
- ESWC 2010 (Франция, Париж) — 4000 $
- Beat IT Grand Finals (Китай, Пекин) — 1500 $

2013 год
- World Cyber Games 2013 (Китай, Куньшань) — 3000 $

2019 год
- WarCraft Gold League Summer 2019 (Китай, Шанхай) — 12 000 $

2020 год
- Chinese New Year Cup 2020 — 3645 $